# Banjar (Air Joman)
Banjar is een bestuurslaag in het regentschap Asahan van de provincie Noord-Sumatra, Indonesië. Banjar telt 4215 inwoners (volkstelling 2010).